# 李希烈
李希烈（？—786年5月9日），唐代燕州辽西人。唐德宗时为淮西节度使，是李忠臣的族侄，后叛唐自立，杀害来劝降的颜真卿，自己最终被部将毒杀。

## 謀叛
德宗建中二年（781年），李希烈奉诏讨伐成德节度使李宝臣之子自立为继任节度使的李惟岳，並加封为南平郡王。六月，进驻随州，直捣李惟岳盟友山南东道节度使梁崇义军部襄阳，梁崇义兵败自杀。建中三年（782年），兼任平卢、淄青节度使，奉命征讨自立为淄青节度使的叛将李纳，李希烈反與河北藩镇朱滔、田悦等勾结，據許州（今河南许昌市），自称天下都元帅、建兴王，並鑄行軍都統印。

## 稱帝
建中四年正月，李希烈派部將李克誠襲擊汝州（今河南臨汝），生擒別駕李元平，又遣大将董待名等攻取尉氏（今河南尉氏），围攻郑州（今河南郑州），东都大震。建中四年（783年）十二月，攻入汴州（今河南开封），兴元元年正月初一癸酉朔（784年1月27日）以汴州为大梁府，稱楚帝，设置百官，任命孙广、郑贲、李绶、李元平为宰相，年號武成。

## 涇原兵變
建中四年（783年）八月，李希烈發兵三萬，圍攻襄城（今河南襄縣），九月，唐德宗為解襄城之圍，詔令涇原（今甘肅涇川）等各道兵馬援救襄城，不料爆發涇原兵變，涇原軍人造反攻陷首都長安；唐德宗倉皇出逃至奉天（今陝西乾縣），並發佈《罪己詔》。

## 覆滅
李希烈率兵五万围寧陵（今河南寧陵），淮南节度使陈少游投降，李希烈引汴水灌城，濮州刺史刘昌和寧陵西城都知鎮遏使高彥昭坚守，浙西節度使韓滉派遺王栖曜救援，栖曜擇三千弩手善游者，夜渡汴水，希烈竟不知。一早，發弓射死登城者，希烈即被击退。興元元年十月，李希烈又派部将翟崇晖袭取陈州（今河南淮阳）。宋亳节度使刘洽遣隴右幽州節度使曲環等联兵三万，于陈州城西击破之，十一月，生擒翟崇晖，斩首三万五千级。這時卢杞因嫉恨平原郡太守颜真卿，向德宗建议派颜真卿去安抚李希烈，又任命左龙武大将军哥舒曜为东都。颜真卿至汝州，李希烈反逼顏真卿投降，真卿不肯，被拘押。戰火蔓延到河南，李希烈为劉玄佐（即刘洽）所败，逃归蔡州。贞元元年（785年）正月五日，顏真卿被李希烈缢杀于汝州。贞元二年（786年）初，李希烈連續進犯襄州、鄭州，均被唐軍擊退。唐军收复汴州，希烈逃往蔡州（今河南汝南）。四月，李希烈吃變質的牛肉致病，四月丙寅（786年5月9日），被部将陈仙奇使醫師陳山甫毒死，又殺其兄弟妻子七口，遂降唐，德宗命陳仙奇為節度使，吳少誠又殺陳仙奇。

## 延伸阅读
[在维基数据编辑]
 《舊唐書·卷145》，出自刘昫《舊唐書》
 《新唐書·卷225中》，出自《新唐書》